# Globalia Corporación Empresarial
Globalia Corporación Empresarial S.A., anteriormente conocida como GAE Corporación Empresarial S.A., es una corporación española propiedad de Juan José Hidalgo que dirige hoteles como Be Live Hoteles. Anteriormente operó compañías aéreas como Air Europa y tuvo otros negocios como la cadena hotelera Melody Maker o la agencia de viajes Halcón Viajes.

## Historia
La Corporación Globalia se registra el 14 de mayo de 1997 con el nombre de GAE Corporación Empresarial S.A. Previamente a ello, Halcón Viajes, la primera firma de la corporación, abre su primera oficina en 1971. Tiempo después, en 1988 se constituye el primer tour operador de la firma: Travelplan. En 1991, Juan José Hidalgo adquiere la participación mayoritaria de Air Europa, comenzando a operar vuelos interprovinciales en competencia con el entonces monopolio de Iberia. En 1998 cambia su denominación social por el actual, Globalia Corporación Empresarial S.A.
En 2017, la compañía comenzó a valorar suspender sus vuelos a Venezuela, un país sumido en crisis en esos años y que había presentado una tasa de inflación inasumible por su gobierno, que había decidido paralizar la repatriación de dinero obtenido por ventas de billetes por compañías aéreas extranjeras como política anti-bancarrota de su presidente, Nicolás Maduro. Durante ese año, las pérdidas de la compañía en ese país ya se valoraban en 67 millones de euros. Al año siguiente, y por mediación del ex-presidente del gobierno de España, José Luis Rodríguez Zapatero, tuvo lugar una reunión entre el presidente venezolano y el presidente de la compañía Globalia, Juan José Hidalgo. En 2018 la deuda acumulada de Venezuela con la compañía se cifró en unos 200 millones de dólares, que el gobierno bolivariano se comprometía a pagar tan pronto le fuese posible, alentando a Air Europa a no dejar de conectar la línea Madrid-Caracas.
En 2019, una tripulación de Air Europa sufrió un intento de asalto en la capital de Venezuela, Caracas. Tras el incidente, el sindicato de la empresa elevó su petición de dejar de pernoctar en la ciudad (aspecto que llevaban pidiendo tiempo atrás, siendo Air Europa la última compañía que lo hacía) a dejar de volar al país. Finalmente la petición fue desestimada y Globalia decidió que Air Europa seguiría volando 3 veces por semana la línea Madrid-Caracas. Aunque las tripulaciones ya no pernoctarían en la ciudad.
El mismo año, International Airlines Group, el grupo empresarial tras Iberia anunció que se estaba negociando la compra de Air Europa, la cual ya era prácticamente una realidad y sólo quedaba fijar el precio que estaría entre 100 y 400 millones de euros.
En 2020, Globalia junto con el Grupo Barceló creó el grupo de agencias de viajes Ávoris, teniendo el 50,5 % Barceló mientras que el 49,5 % restante quedaba en manos de Hidalgo. Este nuevo grupo absorbió las agencias Be The Travel Brand y Halcón Viajes.
En diciembre de 2020 Globalia contrato los servicios de Víctor de Aldama un comisionista español para realizar el cobro de una deuda de 200 millones de dólares al gobierno de Venezuela, operación que se concretó en secreto en enero de 2021, sin realización de las declaraciones al fisco.
A finales de 2022, una deuda surgida de un litigio sobre Halcón Viajes, motivó la venta del 49,5 % del grupo que poseía Hidalgo a la otra societaria, Barceló, por la cantidad simbólica de un euro, aspecto que se explica por la amplia deuda que Globalia mantenía con las compañías, cifradas entre 50 y 200 millones de euros.
A comienzos de 2023 se formalizó la venta de Air Europa a IAG, valorando la compañía de los Hidalgo en 500 millones de euros, por lo que el holding tendría que desembolsar 400 millones por el 80 % de la compañía.

## Negocio
El negocio mayoritario actual de Globalia es el de operador de vuelos a través de Air Europa. La corporación lleva una estrategia de especialización en el ámbito de las operaciones de vuelo que le ha llevado a rebajar sus operaciones en otros sectores como las agencias de vuelo, llegando al punto de considerarse el cierre de la división correspondiente dentro de Globalia, pues desde 2009 se han cerrado el 35% de las oficinas. Aunque los representantes de la empresa lo han desmentido posteriormente.

## Accionistas
Los accionistas de Globalia han sido tradicionalmente los mismos, el mayor cambio en las acciones se vivieron cuando el hijo de Juan José Hidalgo, Javier Hidalgo, vendió su participación (5,14%) a Abel Matutes a través de Fiesta Hoteles en 2013 y cuando el Banco Popular fue sustituido por el Banco Santander al ser absorbido por este en 2017. El 16 de julio de 2018 fue anunciada la vuelta al accionariado de Javier Hidalgo tras la compra del 9.9% perteneciente al Banco Santander. Al mismo tiempo fue anunciada la venta del 2% propiedad de la Fundación Tatiana Pérez de Guzmán el Bueno, siendo Cristina Hidalgo compradora del 1.9% y su hermano Javier Hidalgo del 0,1% restante. El 1 de enero de 2019 se anunciaba la compra por parte de Javier Hidalgo del 7% perteneciente a la entidad bancaria Unicaja, quedando la familia Hidalgo con el 94,86% y Abel Matutes con el 5,14% restante de las acciones del holding turístico.
| Accionista                   | Accionista                                                                          | Porcentaje | Porcentaje | Referencia(s) |
| ---------------------------- | ----------------------------------------------------------------------------------- | ---------- | ---------- | ------------- |
| Familia Hidalgo              | JJH Capital & Asset Management S.L.U.                                               | 46,58 %    | 94,86%     |               |
| Familia Hidalgo              | Javier Hidalgo (por medio de Lamica 2014 Inversiones SLU y Nobile Capital 2018 SLU) | 17 %       | 94,86%     |               |
| Familia Hidalgo              | Juan Antonio Hidalgo                                                                | 9,1 %      | 94,86%     |               |
| Familia Hidalgo              | Cristina Hidalgo                                                                    | 7,04 %     | 94,86%     |               |
| Familia Hidalgo              | María José Hidalgo                                                                  | 5,14 %     | 94,86%     |               |
| Familia Hidalgo              | Avelina Gutiérrez                                                                   | 5 %        | 94,86%     |               |
| Familia Hidalgo              | Juan José Hidalgo                                                                   | 4,91 %     | 94,86%     |               |
| Fiesta Hotels & Resorts S.L. | Fiesta Hotels & Resorts S.L.                                                        | 5,14 %     | 5,14 %     |               |

La corporación no cotiza en bolsa ni existen planes para que lo haga en un futuro cercano.
En agosto de 2019, Globalia anunció que había aprobado el abono de un dividendo de 6 millones de euros, con cargo a las cuentas de 2017, a sus accionistas. Anteriormente se habían abonado dividendos de también 6 millones de euros en 2011 -con cargo a los resultados de 2010- y en 2015 -con cargo a los resultados de 2014-.

## Consejo de Administración
| Nombre                            | Porcentaje | Nombramiento        | Cargo                                    |
| --------------------------------- | ---------- | ------------------- | ---------------------------------------- |
| JJH Capital & Asset Management SL | 51,49 %    | 16 de marzo de 2021 | Presidente y Consejero Delegado Sol.     |
| Elemar Inversiones SL             | 5,14 %     | 16 de marzo de 2021 | Vicepresidente y Consejero Delegado Sol. |
| JHG Investments Models SL         | 17 %       | 16 de marzo de 2021 | Consejero Delegado Sol.                  |
| Crisdago Inversiones SL           | 7,04 %     | 16 de marzo de 2021 | Consejero                                |

## Labor social
Como muchas empresas grandes, Globalia tiene una sección de labor social para mejorar su imagen corporativa.
Aparte del gasto oficial de la compañía en causas benéficas, varios empleados de la compañía fundaron la Asociación de Empleados de Aeronáutica Solidaria, una ONG más conocida como AEA Solidaria. Su fundación se remonta al terremoto de Haití de 2010, tras el cual un grupo de trabajadores de Air Europa organizó una recolecta que mandó íntegramente al país afectado. Tras ello, se dieron cuenta de que había otros lugares que también necesitaban ayuda humanitaria, por lo que decidieron organizarse y fundar AEA Solidaria.